# سلسلة عملية يحركها الحدث

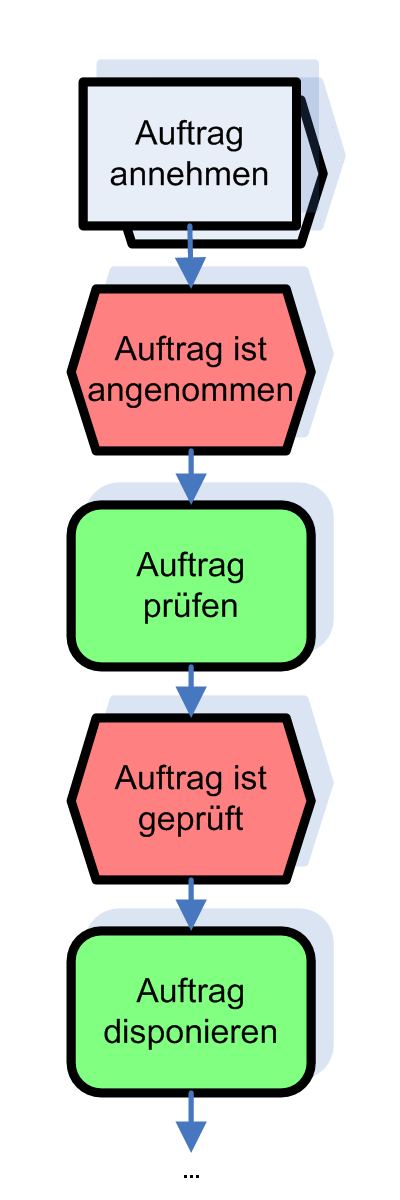
مثال بسيط لمخطط EPC ؛ من أعلى إلى أسفل: استقبال الطلب، قبول الطلب، فحص الطلب، تم فحص الطلب، ايداع الطلب، وهكذا

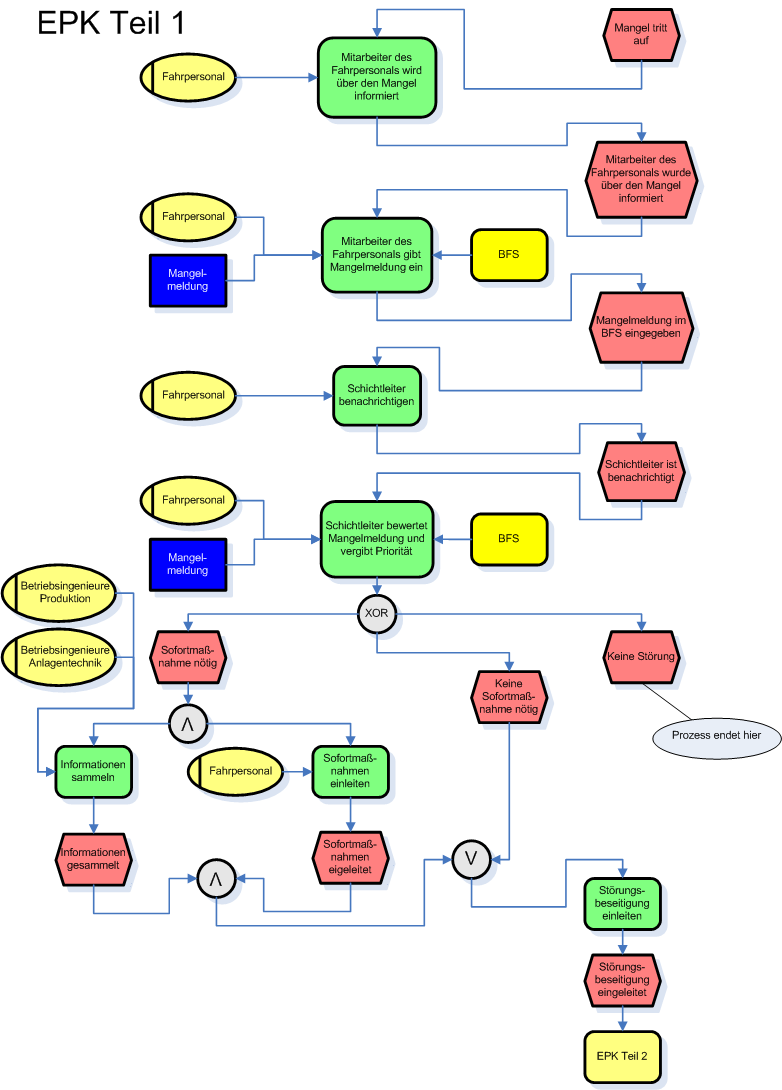
مثال على مخطط EPC أكثر تعقيدًا (باللغة الألمانية).

سلسلة عملية تحركها الأحداث (اختصارًا EPC) هي نوع من مخطط التدفق لنمذجة عمليات الأعمال. يمكن استخدام EPC لتكوين تنفيذ تخطيط موارد المؤسسة، ولتحسين عمليات الأعمال. يمكن استخدامه للتحكم في سير عمل آلي مستقل في مشاركة العمل.
تم تطوير طريقة سلسلة العملية التي تحركها الأحداث في إطار هندسة نظم المعلومات المتكاملة (ARIS) بواسطة August-Wilhelm Scheer في Institut für Wirtschaftsinformatik، Universität desجامعة سارلاند Saarlandes (معهد نظم معلومات الأعمال في جامعة سارلاند) في وقت مبكر في التسعينيات من القرن الماضي.

## نظرة عامة
تستخدم الشركات الرسوم التخطيطية لسلسلة العمليات التي تحركها الأحداث لتخطيط سير عمل العمليات التجارية ؛ في الأصل بالتزامن مع نماذج SAP R / 3 ولكن الآن على نطاق أوسع. يتم استخدامه من قبل العديد من الشركات لنمذجة العمليات التجارية وتحليلها وإعادة تصميمها. تم تطوير طريقة سلسلة العملية التي تحركها الأحداث في إطار بنية أنظمة المعلومات المتكاملة (ARIS). على هذا النحو فإنه يشكل التقنية الأساسية للنمذجة في أريس، والتي تعمل على ربط وجهات النظر المختلفة فيما يسمى عرض التحكم. على سبيل الاقتباس من بحث منشور عام 2006 حول سلاسل العمليات التي تحركها الأحداث:
سلسلة العملية المدفوعة بالأحداث EPC هي رسم بياني مرتب للأحداث والوظائف. يوفر توصيلات متنوعة تسمح بالتنفيذ البديل والمتوازي للعمليات. علاوة على ذلك يتم تحديده باستخدام العوامل المنطقية، مثل OR و AND و XOR. يُزعم أن إحدى نقاط القوة الرئيسية لـ EPC هي بساطتها وسهولة فهمها. هذا يجعل EPC أسلوبًا مقبولًا على نطاق واسع للإشارة إلى العمليات التجارية.
عبارة تقول بأن سلاسل العمليات التي تحركها الأحداث عبارة عن رسوم بيانية مرتبة بطريقة الرسوم البيانية الموجهة الأخرى التي لا توفر ترتيبا صريحا لتعقيدات. لا توجد قيود في الواقع على ما يبدو على الهيكل المحتمل لـ EPCs، لكن الهياكل غير البديهية التي تنطوي على التوازي لها دلالات تنفيذية غير محددة ؛ فإنها في هذا الشأن تشبه مخططات نشاط UML.
تم تخصيص العديد من المقالات العلمية لتوفير دلالات تنفيذ محددة جيدًا لسلاسل العمليات العامة التي تحركها الأحداث. إحدى المشكلات المحددة هي أن EPCs تتطلب دلالات غير محلية، أي أن سلوك تنفيذ عقدة معينة داخل إبس قد يعتمد على حالة الأجزاء الأخرى منه، تكون بعيدة بشكل تعشوائي.

## العناصر

عناصر سلسلة عمليات يحركها الحدث

في ما يلي سنصف العناصر المستخدمة في مخطط سلسلة العملية المدفوعة بالحدث ا:
الحدث
الأحداث هي عناصر سلبية في سلاسل العمليات التي تحركها الأحداث. تصف تلك العاناصر في ظل أي ظروف تعمل الوظيفة أو العملية أو الحالة التي تؤدي إليها وظيفة أو عملية. أمثلة على الأحداث هي "المتطلبات التي تم الحصول عليها"، و "المواد الموجودة في المخزن"، وغيرها. في الرسم البياني لإبس، يتم تمثيل الحدث على شكل مسدس. وبشكل عام يبدأ مخطط إبس
EPC بحدث وينتهي بحدث.
الوظيفة
الوظائف هي عناصر نشطة في إبس. تقوم بنمذجة المهام أو الأنشطة داخل الشركة. وهي تصف وظائف التحولات من الحالة الأولية إلى الحالة الناتجة. إذا كان من الممكن حدوث حالات ناتجة مختلفة، فيمكن صياغة تحديد الحالة الناتجة المعنية بشكل واضح كوظيفة قرار باستخدام الموصلات المنطقية. يمكن تحسين الوظائف في إبس. هذه الحالة تسمى وظيفة هرمية. ومن أمثلة الوظائف "متطلبات الحصول على طلب " و "فحص المواد الموجودة في المخزون" وما إلى ذلك. في الرسم البياني لسلسلة العملية المدفوعة بالحدث، يتم تمثيل الوظيفة كمستطيل مستدير الزوايا.
القائم بعملية
القائم بالعملية يكون مسؤولا عن وظيفة معينة (مثل، كاتب الحجز يكون مسؤولا عن حجز الرحلات). عادة ما يكون القائم بالعملية جزءًا من وحدة تنظيمية (أي : كاتب الحجز ينتمي إلى قسم الحجز). يتم تمثيله في ابس كمربع بخط عمودي.
وحدة تنظيم
تحدد كل وحدة تنظيمية في المؤسسة وتكون مسؤولة عن وظيفة معينة داخل هيكل المؤسسة. ومن الأمثلة "قسم المبيعات" و "قسم المشتريات" وما إلى ذلك. يتم تمثيلها في مخطط ابس على شكل قطع ناقص مع خط عمودي.
كائن معلومات أو مادة أو مورد
في سلسلة العمليات التي تحركها الأحداث، تــٌصور كائنات المعلومات أو كائنات المواد أو كائنات الموارد في العالم الحقيقي للشركة، على سبيل المثال كائنات الأعمال والأقسام وغيرهم، والتي يمكن أن تكون بيانات إدخال input data تعمل كأساس لوظيفة معينة، أو بيانات خارجة output data ناتجة من وظيفة. من الأمثلة نجد "المواد"، و "الطلب"، وما إلى ذلك. في الرسم البياني ابس يتم تمثيل مثل هذا الكائن كمستطيل.
مرابط منطقي
في سلسلة العمليات التي يحركها الحدث، يتم وصف العلاقات المنطقية بين العناصر في تدفق التحكم، أي تصف الأحداث والوظائف بواسطة الروابط المنطقية. بمساعدة الروابط النطقية (أو الموصلات المنطقية)، بواسطتها يمكن فصل تدفق التحكم من تدفق واحد إلى تدفقين أو أكثر كما يمكن مزامنة (جمع) تدفق تحكم من تدفقين أو أكثر إلى تدفق واحد.
العلاقات المنطقية
|  |  |

توجد ثلاثة أنواع من العلاقات المنطقية المحددة في سلاسل العمليات التي تحركها الأحداث:
- الفرع / الدمج: يتوافق الفرع والدمج مع اتخاذ القرار بشأن المسار الذي يجب اختياره من بين عدة تدفقات تحكم. قد يكون للفرع تدفق تحكم وارد واحد واثنان أو أكثر من تدفقات التحكم الصادرة. عند استيفاء الشرط، ينشط الفرع فرعا واحدًا فقط من تدفقات التحكم الصادرة ويعطل الآخر. نظير الفرع هو الدمج. قد يحتوي الدمج على تدفقات واردة أو أكثر وتدفق تحكم صادر واحد. يقوم الدمج بمزامنة البدائل النشطة وغير النشطة. سيتم بعد ذلك تمرير عنصر التحكم إلى العنصر التالي بعد الدمج. يتم تمثيل الفرع في EPC بفتح XOR، بينما يتم تمثيل الدمج كموصلات XOR مغلقة.
- تفرعات / انضمام : تتوافق التفرعات (الشوكة ) والربط مع تنشيط جميع المسارات في تدفق التحكم بشكل متزامن. قد يكون للشوكة تدفق تحكم وارد واحد واثنان أو أكثر من تدفقات التحكم الصادرة. عند استيفاء الشرط، تقوم الشوكة بتنشيط جميع تدفقات التحكم الصادرة بالتوازي. قد يكون للصلة اثنين أو أكثر من تدفقات التحكم الواردة وتدفق تحكم صادر واحد. تقوم الصلة (انضمام) بمزامنة جميع تدفقات التحكم الواردة النشطة. في مخطط سلسلة العمليات المدفوعة بالأحداث، لا يعتبر تحقيق التزامن أمرًا مهمًا. ففي الواقع يمكن تحقيق التزامن عن طريق التوازي الحقيقي أو عن طريق التزامن الافتراضي الذي يتحقق عن طريق "التشذير". يتم تمثيل الشوكة في ابس بالافتتاح "AND"، في حين يتم تمثيل الصلة كوصلة إغلاق "AND".
- OR : علاقة "OR" تقابل تنشيط مسار واحد أو أكثر بين تدفقات التحكم. قد يحتوي موصل "OR" الافتتاحي على تدفق تحكم وارد واثنين أو أكثر من تدفقات التحكم الصادرة. وعند استيفاء الشرط يٌنشط موصل "OR" الافتتاحي واحدًا أو أكثر من تدفقات التحكم ويقوم بعدم تنشيط باقيها. نظير هذا هو إغلاق الموصل "OR". عند تنشيط أحد تدفقات التحكم الواردة على الأقل، سيمرر موصل "OR" المغلق عنصر التحكم إلى العنصر التالي بعده.

تدفق التحكم
يربط تدفق التحكم الأحداث بالوظائف أو مسارات العمليات أو الروابط (الموصلات) المنطقية التي تنشئ تسلسلًا زمنيًا وترابطات منطقية فيما بينها. يتم تمثيل تدفق التحكم كسهم متقطع.
تدفق المعلومات
تدفقات المعلومات تظهر العلاقة بين الوظائف وبيانات الإدخال أو الإخراج، والتي بناءً عليها تقرأ الوظيفة التغييرات أو تكتب.
تخصيص وحدة تنظيمية
تُظهر تعيينات الوحدة التنظيمية الاتصال بين الوحدة التنظيمية والوظيفة المسؤولة عنها.
مسار العملية
تعمل مسارات العملية كمساعدات ملاحة في مخطط ابس EPC. وهي تظهر الاتصال من أو إلى العمليات الأخرى. يتم تمثيل مسار العملية كرمز مركب يتكون من رمز وظيفة متراكب على رمز حدث. لاستخدام رمز مسار العملية في رسم تخطيطي لسلسلة العمليات المدفوعة بالأحداث، يتم توصيل رمز برمز مسار العملية، مما يشير إلى أن مخطط العملية يشتمل على العملية الثانية بأكملها والتي - من أجل بساطة الرسم التخطيطي - يتم تمثيلها برمز واحد.

## مثال
كما هو موضح في المثال، فإن طلب العميل المستلم هو الحدث الأولي الذي ينشئ التقاط متطلبات داخل الشركة. من أجل تحديد هذه الوظيفة، تكون المبيعات مسؤولة عن التسويق والعملة وما إلى ذلك. ونتيجة لذلك يؤدي الحدث "المطلب الملتقط" إلى وظيفة جديدة أخرى: فحص المواد الموجودة في المخزن من أجل تصنيع المنتجات.
تبقى جميع بيانات الإدخال input أو الإخراج output عنل المواد في مصدر المعلومات. بعد فحص المواد، قد يحدث حدثان مع أو بدون المواد الموجودة في المخزن. إذا كانت إيجابية، خذ مادة من المخزون ؛ إذا لم يكن كذلك، اطلب المواد من الموردين. نظرًا لأن الحالتين لا يمكن أن يحدثا في نفس الوقت فإن XOR هو الرابط (الموصل) المناسب لربطهما معًا.

## النموذج المرجعي
على الرغم من أن العملية اللجارية قد تتضمن سلسلة من المراحل حتى تنتهي في النهاية، تظل الأنشطة الرئيسية متشابهة. حدث يؤدي إلى وظيفة واحدة ؛ وستؤدي الوظيفة إلى حدث واحد. وفي الوقت نفسه، قد يتضمن الحدث عملية واحدة أو أكثر للوفاء بها ولكن العملية كون تفريدة لحدث واحد، وينطبق ذلك على العملية ومسار العملية.
بالنسبة للوظيفة قد يتم تضمين بياناتها في مصدر واحد أو أكثر من مصادر المعلومات، في حين أن الوحدة التنظيمية مسؤولة فقط عن وظيفة واحدة محددة.